# 拉埃斯佩蘭薩 (北桑坦德省)
拉埃斯佩蘭薩是哥倫比亞的城鎮，位於該國東北部，由北桑坦德省負責管轄，始建於1811年，面積665平方公里，海拔高度265米，2005年人口10,889，人口密度每平方公里16.37人。

## 外部連結
- （西班牙文） Government of Norte de Santander - La Esperanza

7°38′21″N 73°20′09″W / 7.63917°N 73.3358°W